# 梁桥
梁橋是一種高度剛性，橫跨在兩端支架上的水平結構，在結構上如同一根橫梁用以支援交通運輸。它是直接傳承自獨木橋，現在一般使用Ｉ型鋼、箱梁、強化水泥或預拌混凝土建造於淺灘上。它是一種常用的行人天橋及公路交流道和高架橋。如同它的早期樣式，這種橋在結構上是眾多橋梁種類中最簡單的一種。